# الکساندر میخائوفسکی
الکساندر میخائوفسکی (لهستانی: Aleksander Michałowski؛ ۱۷ مه ۱۹۵۱ – ۱۷ اکتبر ۱۹۳۸) نوازنده پیانو، آهنگساز، آموزشگر موسیقی اهل لهستان بود.
میخائوفسکی دانش‌آموختهٔ «دانشگاه هنر و تئاتر لایپزیگ» و از شاگردانِ کارل راینکه و ایگناتس مُشه‌لِس بود.
او علاوه بر تکنیک ممتاز و عالی در نوازندگی پیانو، تأثیر به‌سزایی در آموزش تکنیک پیانوفورته به‌ویژه در مورد آثار پیانویی فردریک شوپن و یوهان سباستیان باخ به جا گذاشت و شاگردان برجسته‌ای را تربیت کرد که از آن میان می‌توان به یرژی ژوراوْلِوْ، واندا لاندوسکا، ووادیسواف اشپیلمان و هاینریش نویهاوس اشاره کرد.